# 阿里·哈希米
阿里·哈希米（波斯語：‎，1991年11月1日—），伊朗男子举重运动员，2017年世界举重锦标赛男子105公斤级金牌得主、2018年亚洲运动会男子105公斤级铜牌得主、2018年世界举重锦标赛男子102公斤级金牌得主。